# TJ Slovan Vejprty
TJ Slovan Vejprty (celým názvem: Fotbalový klub TJ Slovan Vejprty, zapsán jako: TJ Slovan Vejprty z.s.) je český fotbalový klub sídlící v českém městě Vejprty v Ústeckém kraji, založen byl v roce 1888. Momentálně hraje ve III. třídě okresu Chomutov (9. nejvyšší soutěž). Nejvyšším úspěchem tohoto klubu byla účast tři sezony v I. B třídě Ústeckého kraje (7. nejvyšší soutěž). Své domácí zápasy odehrává na fotbalovém stadionu Vejprty, který má parametry maximálně pro oblastní fotbalové soutěže, povrch na tomto stadionu je z přírodního trávníku.

## Historické názvy
- 1888 – TJ Slovan Vejprty (Tělovýchovná Jednota Slovan Vejprty)

## Umístění v jednotlivých sezonách
Stručný přehled
- 2004–2008: II. třída okresu Chomutov
- 2008–2009: III. třída okresu Chomutov
- 2009–2015: III. třída okresu Chomutov
- 2015–2017: I. B třída Ústeckého kraje – sk. C
- 2017–2019: II. třída okresu Chomutov
- 2019–2020: I. B třída Ústeckého kraje – sk. B
- 2020–2024: II. třída okresu Chomutov
- 2024–: III. třída okresu Chomutov

Jednotlivé ročníky
Legenda: Z - zápasy, V - výhry, R - remízy, P - porážky, VG - vstřelené góly, OG - obdržené góly, +/- - rozdíl skóre, B - body, červené podbarvení - sestup, zelené podbarvení - postup, fialové podbarvení - reorganizace, změna skupiny či soutěže
| Česko (2004– ) |                                    |        |    |    |   |    |    |     |     |    |        |
| Sezóny         | Liga                               | Úroveň | Z  | V  | R | P  | VG | OG  | +/- | B  | Pozice |
| 2004/05        | II. třída okresu Chomutov          | 8      | 30 | 15 | 5 | 10 | 59 | 54  | +5  | 50 | 4.     |
| 2005/06        | II. třída okresu Chomutov          | 8      | 28 | 13 | 2 | 13 | 52 | 58  | -6  | 41 | 5.     |
| 2006/07        | II. třída okresu Chomutov          | 8      | 28 | 10 | 5 | 13 | 56 | 73  | -17 | 35 | 11.    |
| 2007/08        | II. třída okresu Chomutov          | 8      | 30 | 7  | 5 | 18 | 48 | 99  | -51 | 26 | 15.    |
| 2008/09        | III. třída okresu Chomutov         | 9      | 24 | 17 | 3 | 4  | 80 | 33  | +47 | 54 | 2.     |
| 2009/10        | II. třída okresu Chomutov          | 8      | 26 | 8  | 7 | 11 | 60 | 80  | -20 | 31 | 8.     |
| 2010/11        | II. třída okresu Chomutov          | 8      | 26 | 12 | 2 | 12 | 64 | 59  | +5  | 38 | 6.     |
| 2011/12        | II. třída okresu Chomutov          | 8      | 26 | 15 | 5 | 6  | 61 | 49  | +12 | 50 | 4.     |
| 2012/13        | II. třída okresu Chomutov          | 8      | 26 | 9  | 5 | 12 | 54 | 64  | -10 | 32 | 8.     |
| 2013/14        | II. třída okresu Chomutov          | 8      | 26 | 14 | 6 | 6  | 87 | 52  | +35 | 52 | 3.     |
| 2014/15        | II. třída okresu Chomutov          | 8      | 24 | 18 | 2 | 4  | 98 | 37  | +61 | 57 | 1.     |
| 2015/16        | I. B třída Ústeckého kraje – sk. C | 7      | 24 | 12 | 2 | 10 | 75 | 61  | +14 | 38 | 6.     |
| 2016/17        | I. B třída Ústeckého kraje – sk. C | 7      | 26 | 5  | 3 | 18 | 51 | 105 | -54 | 19 | 14.    |
| 2017/18        | II. třída okresu Chomutov          | 8      | 22 | 18 | 1 | 3  | 85 | 24  | +61 | 55 | 2.     |
| 2018/19        | II. třída okresu Chomutov          | 8      | 22 | 20 | 1 | 1  | 96 | 22  | +74 | 62 | 1.     |
| 2019/20        | I. B třída Ústeckého kraje – sk. B | 7      | 16 | 2  | 4 | 10 | 29 | 54  | -25 | 13 | 15.    |
| 2020/21        | II. třída okresu Chomutov          | 8      | 5  | 2  | 2 | 1  | 12 | 7   | +5  | 4  | 9.     |
| 2021/22        | II. třída okresu Chomutov          | 8      | 18 | 8  | 1 | 9  | 58 | 35  | +23 | 25 | 6.     |
| 2022/23        | II. třída okresu Chomutov          | 8      | 18 | 6  | 2 | 10 | 46 | 50  | -4  | 21 | 7.     |
| 2023/24        | II. třída okresu Chomutov          | 8      | 16 | 5  | 3 | 8  | 39 | 42  | -3  | 20 | 7.     |
| 2024/25        | III. třída okresu Chomutov         | 9      | 21 | 16 | 1 | 4  | 94 | 35  | +59 | 49 | 3.     |

Poznámky:
- 2019/20: Sezona nedohrána kvůli pandemii covidu-19.
- 2020/21: Sezona nedohrána kvůli pandemii covidu-19.